# 三井城
三井山城（みいやまじょう）は、岐阜県各務原市三井山町にあった室町・戦国時代の日本の城。別名三井城。標高108.8mの三井山の山頂にある。

## 歴史
三井山城の築城時期は1482年（文明14年）の辺りとはっきりしてはいないが、1482年に美濃国守護、土岐成頼が室町幕府の御料所（直轄地）のある三井郷の年貢の取り立てを任された際に、在地領主として任命された、土岐氏の家臣であり、斎藤氏の一族で花村修理の子孫である三井弥市郎（三井弥一郎）、もしくは土岐氏の土岐忠八郎が築城したといわれている。木曽川のほとりに程近いことから、古くから砦が築かれ、やがて山城となったようである。山頂に本丸があり、その下に三層の曲輪があったことが確認されている。
築城にあたり、三井山山頂にあった神社を山の下に遷座させたという文献がある。三井山町の御井神社と上中屋町の天神神社がそれにあたるという。御井神社はもともと本殿が山上にあったが、戦乱を避け山麓離れたところに遷座し、麓に池之宮を置いた。のちに御井神社は奥之宮を天守台に遷座しなおしたが、本殿は移さなかった。
1548年（天文17年）、美濃国守護職土岐氏と守護代斎藤氏との紛争の最中、尾張国の織田信秀に攻められ落城し、そのまま廃城となる。

## 現在
三井山は公園として整備され、ハイキングコースもある。本丸址や曲輪、土塁も一部残っている。